# Lara (stat)
Statul Lara este unul dintre cele 23 de state federale din Venezuela. În 2007 populația din statul Lara era de 1.795.100 de locuitori. Statul Lara are o suprafață de 19.800  km²  iar capitala este orașul Barquisimeto.